# The Hellion
The Hellion er en amerikansk stumfilm fra 1924 af Bruce M. Mitchell.

## Medvirkende
- J.B. Warner som Tex Gardy
- Marin Sais
- William A. Berke
- Aline Goodwin
- Boris Karloff